# DR 276 sorozat
A DR 276.1, később DB 476/876 egy német villamosmotorvonat-sorozat volt, mely a berlini S-Bahn hálózaton üzemelt. A járműveket 1935 és 1936 között gyártották az 1936-os berlini olimpia nagy forgalmának lebonyolításához, majd 1979 és 1989 között modernizálta a Raw Schöneweide. A sorozatot végül 2000-ben selejtezték az újonnan gyártott DB 481 sorozat érkezésével.